# Agnetina chrysodes
Agnetina chrysodes és una espècie d'insecte pertanyent a la família dels pèrlids.